# Instytucje Unii Europejskiej
Instytucje Unii Europejskiej – to 7 głównych organów UE wymienionych w art. 13 Traktatu o Unii Europejskiej.

## Instytucje władzy ustawodawczej

### Izba wyższa, międzyrządowa (Rada UE)
Rada Unii Europejskiej, dawniej zwana Radą Ministrów lub Radą Ministrów Unii Europejskiej, a od Traktatu z Lizbony zwana po prostu „Radą”, jest organem UE reprezentującym rządy państw członkowskich, wykonującym władzę ustawodawczą wspólnie z Parlamentem, na zasadzie współdecydowania. Rada UE przybrała obecną nazwę na mocy własnej decyzji w 1993 roku. Jednakże w traktatach stanowiących podstawę Unii cały czas widnieje nazwa Rada (Wspólnot Europejskich). Członkami są ministrowie resortowi poszczególnych krajów członkowskich. Możliwe konfiguracje Rady UE:
1. Rada ds. Ogólnych i Stosunków Zewnętrznych
2. Rada ds. Gospodarczych i Finansowych (Ecofin)
3. Rada ds. Wymiaru Sprawiedliwości i Spraw Wewnętrznych (JHA)
4. Rada ds. Zatrudnienia, Polityki Społecznej, Zdrowia i Polityki dotyczącej Konsumentów
5. Rada ds. Konkurencyjności
6. Rada ds. Transportu, Telekomunikacji i Energii
7. Rada ds. Rolnictwa i Rybołówstwa
8. Rada ds. Środowiska
9. Rada ds. Edukacji, Młodzieży i Kultury.

#### Prezydencja Rady
Przewodniczącym Rady jest minister z kraju sprawującego aktualnie prezydencję. Prezydencja Rady przypada co pół roku na kolejne państwo członkowskie. Jest ściśle związana z Radą UE, a nie z Radą Europejską.
| Rok  | 1 I – 30 VI     | 1 VII – 31 XII  |
| ---- | --------------- | --------------- |
| 1958 | Belgia          | Niemcy          |
| 1959 | Francja         | Włochy          |
| 1960 | Luksemburg      | Holandia        |
| 1961 | Belgia          | Niemcy          |
| 1962 | Francja         | Włochy          |
| 1963 | Luksemburg      | Holandia        |
| 1964 | Belgia          | Niemcy          |
| 1965 | Francja         | Włochy          |
| 1966 | Luksemburg      | Holandia        |
| 1967 | Belgia          | Niemcy          |
| 1968 | Francja         | Włochy          |
| 1969 | Luksemburg      | Holandia        |
| 1970 | Belgia          | Niemcy          |
| 1971 | Francja         | Włochy          |
| 1972 | Luksemburg      | Holandia        |
| 1973 | Belgia          | Dania           |
| 1974 | Niemcy          | Francja         |
| 1975 | Irlandia        | Włochy          |
| 1976 | Luksemburg      | Holandia        |
| 1977 | Wielka Brytania | Belgia          |
| 1978 | Dania           | Niemcy          |
| 1979 | Francja         | Irlandia        |
| 1980 | Włochy          | Luksemburg      |
| 1981 | Holandia        | Wielka Brytania |
| 1982 | Belgia          | Dania           |
| 1983 | Niemcy          | Grecja          |
| 1984 | Francja         | Irlandia        |
| 1985 | Włochy          | Luksemburg      |
| 1986 | Holandia        | Wielka Brytania |
| 1987 | Belgia          | Dania           |
| 1988 | Niemcy          | Grecja          |
| 1989 | Hiszpania       | Francja         |
| 1990 | Irlandia        | Włochy          |
| 1991 | Luksemburg      | Holandia        |
| 1992 | Portugalia      | Wielka Brytania |
| 1993 | Dania           | Belgia          |
| 1994 | Grecja          | Niemcy          |
| 1995 | Francja         | Hiszpania       |
| 1996 | Włochy          | Irlandia        |
| 1997 | Holandia        | Luksemburg      |
| 1998 | Wielka Brytania | Austria         |
| 1999 | Niemcy          | Finlandia       |
| 2000 | Portugalia      | Francja         |
| 2001 | Szwecja         | Belgia          |
| 2002 | Hiszpania       | Dania           |
| 2003 | Grecja          | Włochy          |
| 2004 | Irlandia        | Holandia        |
| 2005 | Luksemburg      | Wielka Brytania |
| 2006 | Austria         | Finlandia       |
| 2007 | Niemcy          | Portugalia      |
| 2008 | Słowenia        | Francja         |
| 2009 | Czechy          | Szwecja         |
| 2010 | Hiszpania       | Belgia          |
| 2011 | Węgry           | Polska          |
| 2012 | Dania           | Cypr            |
| 2013 | Irlandia        | Litwa           |
| 2014 | Grecja          | Włochy          |
| 2015 | Łotwa           | Luksemburg      |
| 2016 | Holandia        | Słowacja        |
| 2017 | Malta           | Estonia         |
| 2018 | Bułgaria        | Austria         |
| 2019 | Rumunia         | Finlandia       |
| 2020 | Chorwacja       | Niemcy          |
| 2021 | Portugalia      | Słowenia        |
| 2022 | Francja         | Czechy          |
| 2023 | Szwecja         | Hiszpania       |
| 2024 | Belgia          | Węgry           |
| 2025 | Polska          | Dania           |
| 2026 | Cypr            | Irlandia        |
| 2027 | Litwa           | Grecja          |
| 2028 | Włochy          | Łotwa           |
| 2029 | Luksemburg      | Holandia        |

#### COREPER
Składa się ze stałych przedstawicieli państw członkowskich. Jego głównym zadaniem jest przygotowywanie posiedzeń Rady. Faktycznie większość decyzji głosowanych w Radzie zapada właśnie już na szczeblu ambasadorów/stałych przedstawicieli. Na szczeblu ministerialnym dyskutuje się tematy sporne i drażliwe.

### Izba niższa, ponadnarodowa (Parlament Europejski)

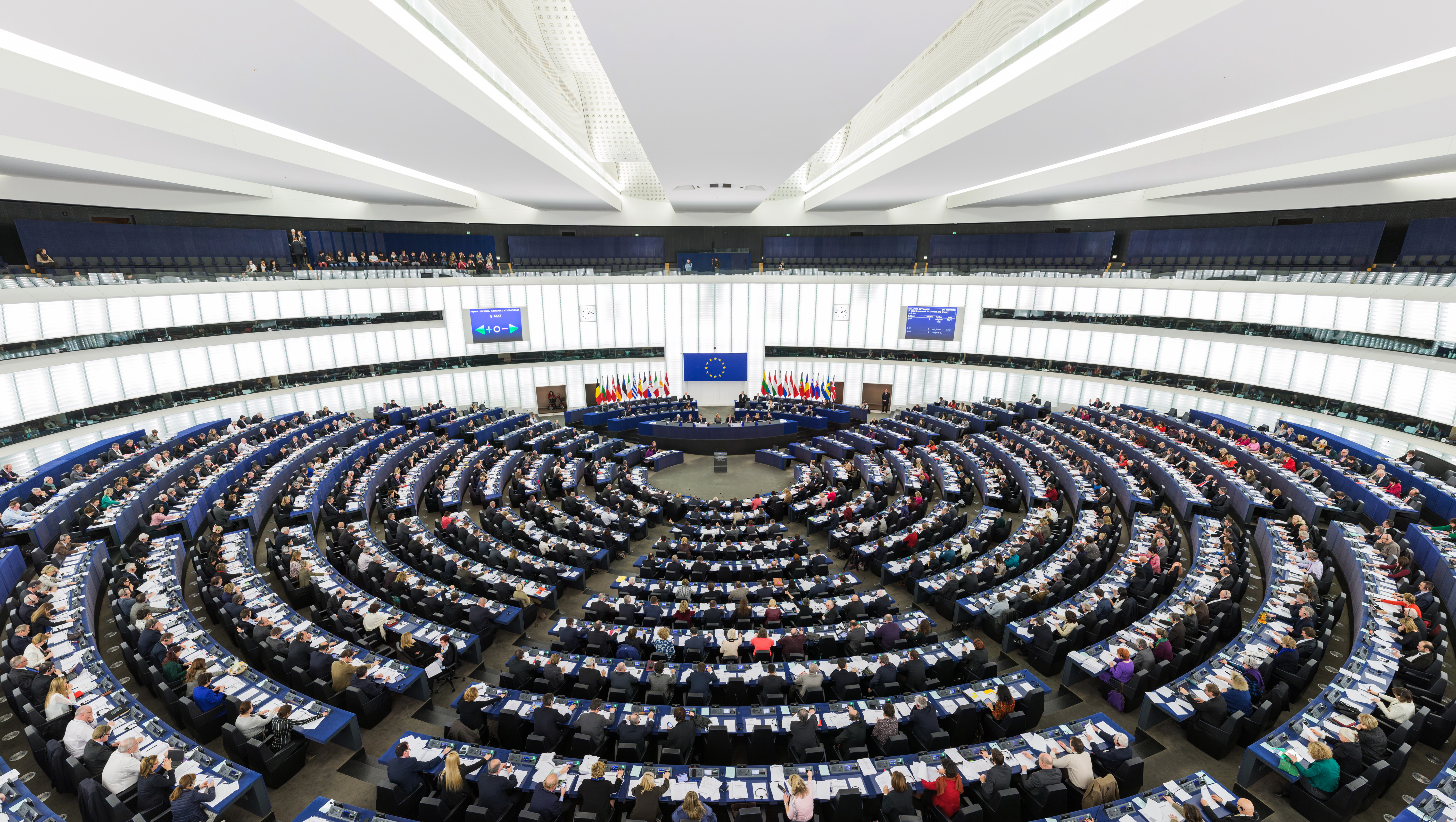
Sala obrad plenarnych Parlamentu Europejskiego w Strasburgu

Parlament Europejski reprezentuje obywateli państw należących do Unii. Oficjalną siedzibą Parlamentu jest Strasburg, choć komisje parlamentarne i władze klubów mieszczą się w Brukseli. Sekretariat i biblioteka ma zaś swoją siedzibę w Luksemburgu. Parlament Europejski liczy obecnie (na mocy Traktatu z Lizbony) 705 członków (deputowanych) plus przewodniczący, sprawujących mandat wolny, wybieranych na pięcioletnią kadencję. W Polsce w stosunku do członków PE używa się potocznie określenia „europarlamentarzysta” lub „eurodeputowany”, natomiast oficjalne określenie brzmi: „poseł do Parlamentu Europejskiego”.
Najważniejsze uprawnienia Parlamentu to:
- współudział w tworzeniu prawa poprzez:
  - konsultacje;
  - współpracę;
  - współdecydowanie;
  - akceptację (zgodę) – uprawnienie to dotyczy tylko niektórych dziedzin polityki wspólnotowej, co do wielu pozostałych dziedzin wyłączne kompetencje prawodawcze ma Rada Unii Europejskiej;
- uprawnienia budżetowe – Parlament zatwierdza corocznie budżet i udziela Komisji absolutorium z jego wykonania;
- uprawnienia kontrolne;
  - zatwierdzanie Komisji i jej przewodniczącego;
  - prawo uchwalenia wotum nieufności wobec Komisji (większością 2/3 głosów);
  - prawo zadawania pytań Komisarzom;
  - zwyczajowa możliwość zadawania pytań Radzie;
- powoływanie Rzecznika Praw Obywatelskich.

Kandydaci do Parlamentu startują w wyborach zwykle w barwach którejś z partii istniejącej w swoim kraju, jednak po wejściu do Parlamentu przyłączają się oni zwykle do jednej z frakcji politycznych funkcjonujących oficjalnie w Parlamencie lub pozostają niezależni. Frakcje te odpowiadają mniej więcej ogólnemu podziałowi partii politycznych w Europie. Posłowie zasiadają w izbie parlamentu według przynależności do frakcji, a nie według przynależności narodowej.

## Instytucje władzy wykonawczej

### Czynnik międzyrządowy (Rada Europejska)

Członkowie Rady Europejskiej według przynależności partyjnej
Partia Europejskich Socjalistów
Europejska Partia Ludowa
Partia Porozumienia Liberałów i Demokratów na rzecz Europy
Partia Europejskich Konserwatystów i Reformatorów
Partia Europejskiej Lewicy
niezależni

Radę Europejską tworzą szefowie rządów państw członkowskich i prezydenci Francji i Finlandii (choć zwykle towarzyszą im też premierzy) oraz przewodniczący Komisji Europejskiej. W obradach biorą też udział ministrowie spraw zagranicznych państw członkowskich, a także jeden z członków Komisji.
Przewodniczący Rady Europejskiej jest wybierany przez Radę Europejską większością kwalifikowaną na okres 2,5 roku z jednokrotną możliwością odnowienia kadencji, przy czym Przewodniczący Rady Europejskiej musi pochodzić spoza grona Rady Europejskiej. Od 1 grudnia 2019 roku jest nim Charles Michel.
Rada Europejska zbiera się co najmniej 4 razy w roku, na dwóch formalnych i dwóch nieformalnych, krótkich, zwykle dwudniowych posiedzeniach. Zgodnie z traktatem nicejskim, od momentu rozszerzenia Unii 1 maja 2004 r. wszystkie formalne spotkania Rady odbywają się w Brukseli.
Nie należy jej mylić z Radą Europy, która jest osobną organizacją.
Kompetencje Rady Europejskiej:
- Określa ogólne wytyczne polityki Europejskiej
- Wyznacza kierunki rozwoju organizacji
- Koordynuje politykę zagraniczną państw członkowskich oraz zajmuje stanowisko wobec najważniejszych problemów światowych
- Podejmuje decyzje o przyjęciu nowych członków i układach stowarzyszeniowych

### Czynnik ponadnarodowy (Komisja Europejska)

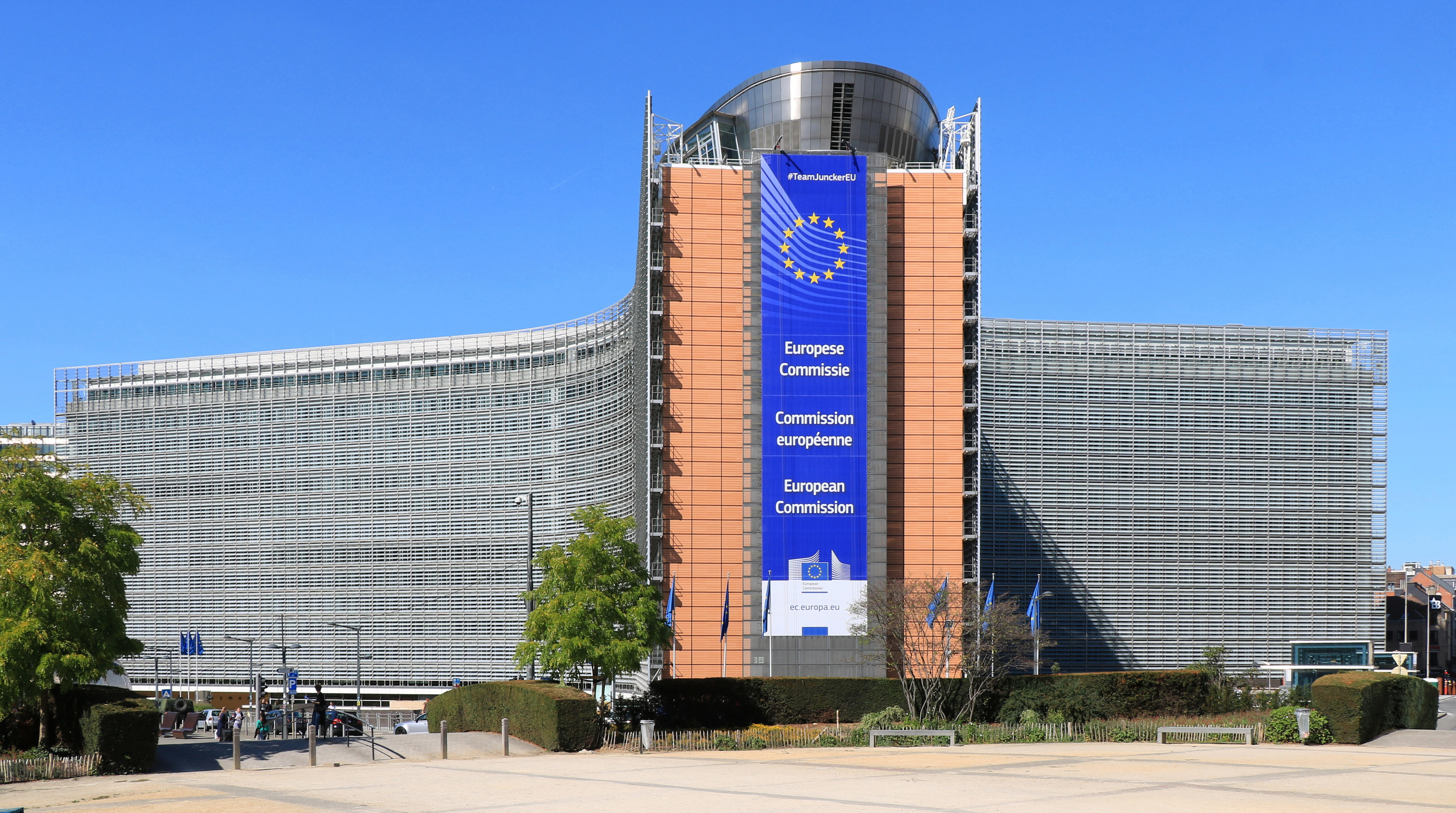
Budynek Berlaymont w Brukseli, siedziba Komisji Europejskiej

Komisja Europejska, oficjalnie Komisja Wspólnot Europejskich, to rodzaj rządu Unii Europejskiej, odpowiedzialnego za bieżącą politykę Unii, nadzorującą prace wszystkich jej agencji i zarządzającej funduszami Unii. Siedzibą Komisji jest Bruksela. Po wejściu w życie traktatu nicejskiego członkami Komisji jest każdorazowo tyluż komisarzy, ile państw liczy Unia. Każdy z komisarzy jest odpowiedzialny za określony dział pracy, są więc oni odpowiednikami ministrów w zwykłym rządzie. Ich wyznaczenia dokonuje jednak nie przewodniczący Komisji, lecz rządy poszczególnych państw.
Członkowie komisji nie mogą czuć się związani żadnymi instrukcjami – są politykami, których powołanie rekomenduje Rada Europejska i zatwierdza Parlament Europejski. Ich zadaniem jest nadzór nad przydzielonymi im dyrekcjami generalnymi.

## Instytucje władzy sądowniczej (Trybunał Sprawiedliwości Unii Europejskiej)
Trybunał Sprawiedliwości Unii Europejskiej (franc. Cour de Justice des Communautés européennes) jest sądem międzynarodowym, konstytucyjnym i administracyjnym. Powstał na mocy traktatu o EWWiS, a na mocy umowy o wspólnych instytucjach z 25 marca 1957 roku oraz Protokołu o statucie Trybunału Sprawiedliwości, objął jurysdykcją sprawy wszystkich trzech Wspólnot.

### Trybunał Sprawiedliwościsenso stricte(d. Europejski Trybunał Sprawiedliwości)
W jego skład wchodzi 27 sędziów mianowanych przez każde państwo członkowskie oraz 11 rzeczników generalnych (adwokatów) obsadzanych na sześcioletnią kadencję na zasadzie rotacji. Orzeczenia Trybunału mają charakter ostateczny. Siedzibą Trybunału jest Luksemburg.
Nie należy mylić z Europejskim Trybunałem Praw Człowieka ze Strasburga, który jest organem Rady Europy.

### Sąd (d. Sąd Pierwszej Instancji)
Do rozpatrywania drobniejszych spraw

### Sąd do spraw Służby Publicznej
W ramach wspólnotowej instytucji sądowniczej istniejący do 2016 r. Sąd do spraw Służby Publicznej zajmował się sporami z zakresu służby publicznej Unii Europejskiej.

## Instytucje kontrolne (audytowe)

### Europejski Trybunał Obrachunkowy (ETO)

Logo Trybunału Obrachunkowego

Znany też jako Trybunał Rewidentów Księgowych

## Instytucje gospodarcze

### Europejski Bank Centralny (EBC)

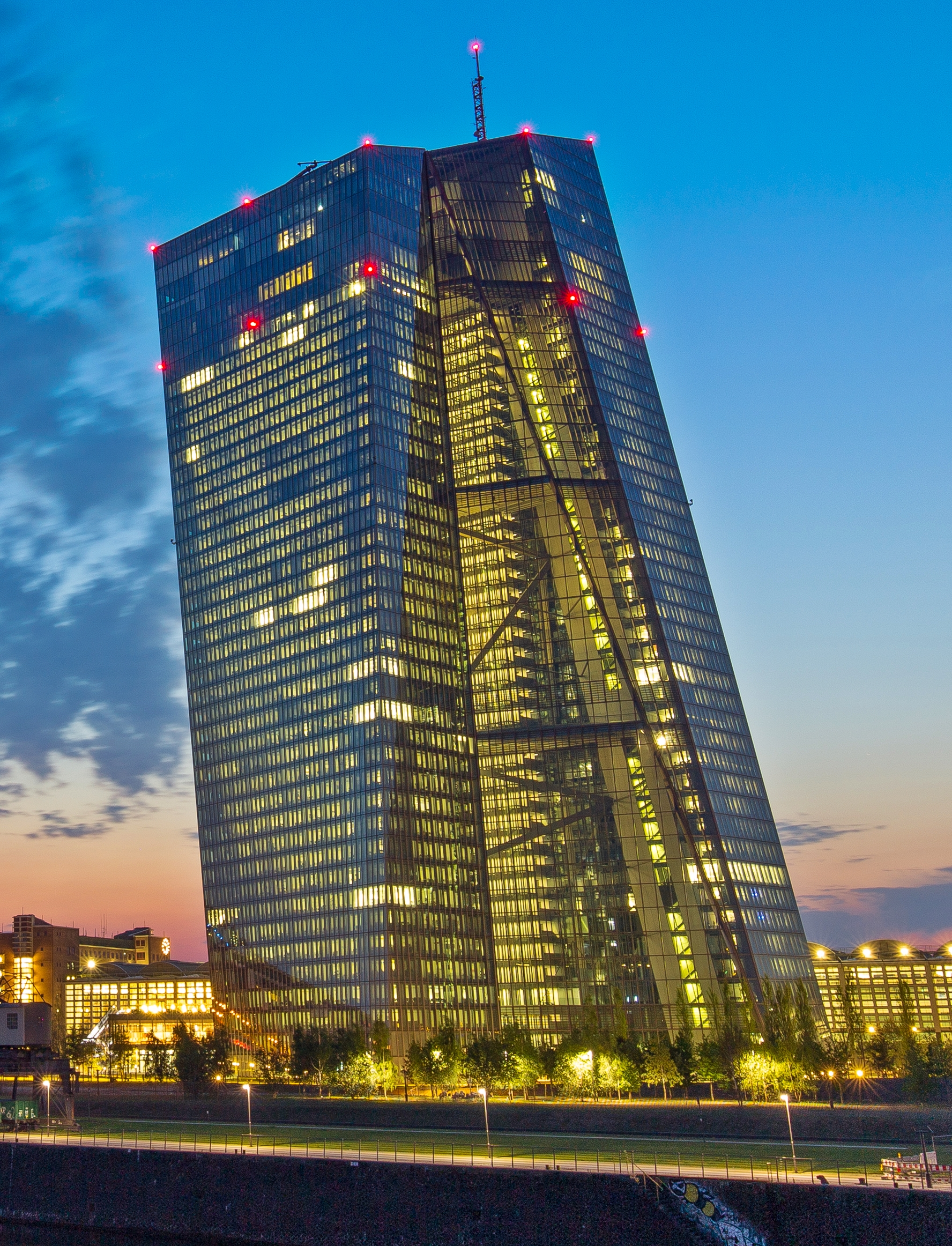
Europejski Bank Centralny

EBC jest bankiem centralnym Unii Europejskiej i w tym charakterze odpowiada za:
- nadzorowanie systemów bankowych w krajach Unii;
- zbieranie danych statystycznych potrzebnych dla prowadzenia polityki monetarnej;
- funkcjonowanie systemów płatniczych (zwłaszcza systemu TARGET);
- zapobieganie fałszerstwom banknotów;
- współpracę z innymi organami w zakresie regulacji rynków finansowych.

Poprzednikiem EBC był Europejski Instytut Walutowy, który nie dysponował kompetencjami władczymi i funkcjonował jedynie jako ciało doradcze krajowych banków centralnych. Jego głównym zadaniem było przygotowanie wprowadzenia wspólnej waluty na obszarze Unii.
EBC powstał 1 czerwca 1998 roku w drodze porozumienia krajowych banków centralnych. Konsekwencją tego kroku była likwidacja walut narodowych w ramach Eurosystemu (obejmującego początkowo 11 krajowych banków centralnych) oraz wprowadzenie w ich miejsce wspólnej waluty euro. Nastąpiło to 1 stycznia 1999 roku, rok później do Eurosystemu dołączył, jako dwunasty członek, grecki bank centralny. Siedzibą EBC jest Frankfurt nad Menem.

#### Europejski System Banków Centralnych
Obejmuje EBC i banki centralne państw członkowskich.